# Jules Jacques Veyrassat
Jules Jacques Veyrassat, född 1828 i Paris, död 1893, var en fransk målare och raderare. 
Veyrassat, som var elev till Pierre-Édouard Frère och Henri Lehmann, målade bilder ur lantlivet, kraftigt utförda, som Hästfärja över en flod (1877) och Hästar, som drar fartyg uppför Seine. I radering utförde han lyckade blad efter Alexandre Bidas teckningar till de fyra evangelierna, raderingar till Hamertons "Chapter of animals" samt vackra hästbilder. Bland hans akvareller framhålls Skördemännens aftonvard.

## Galleri

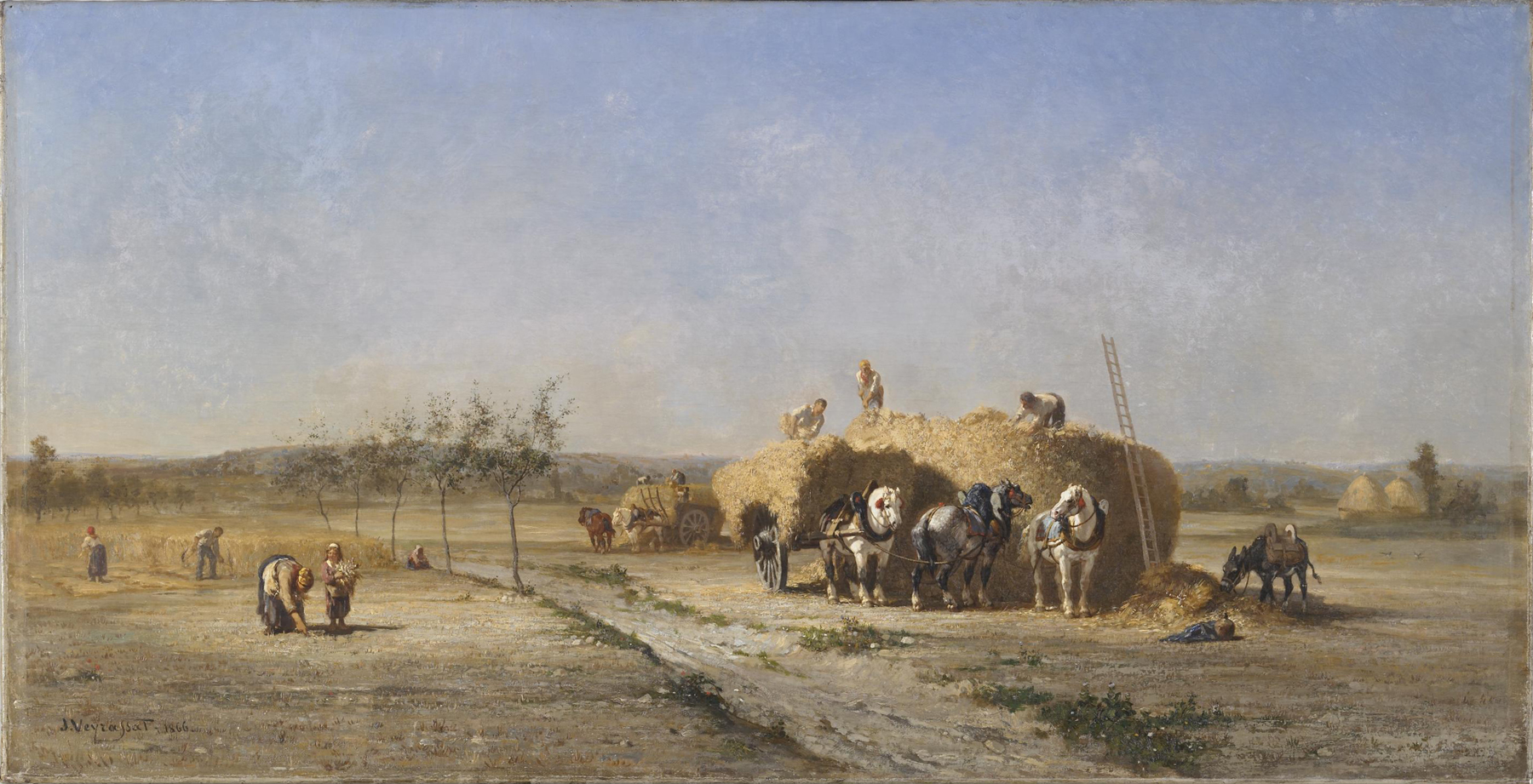
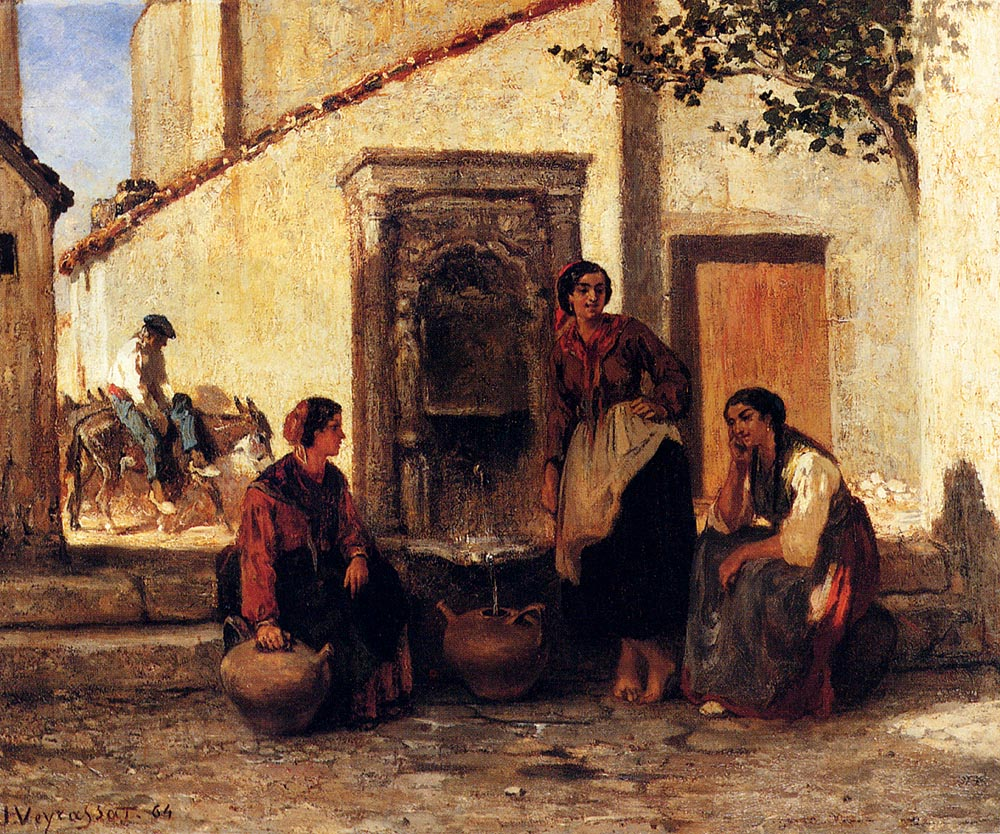
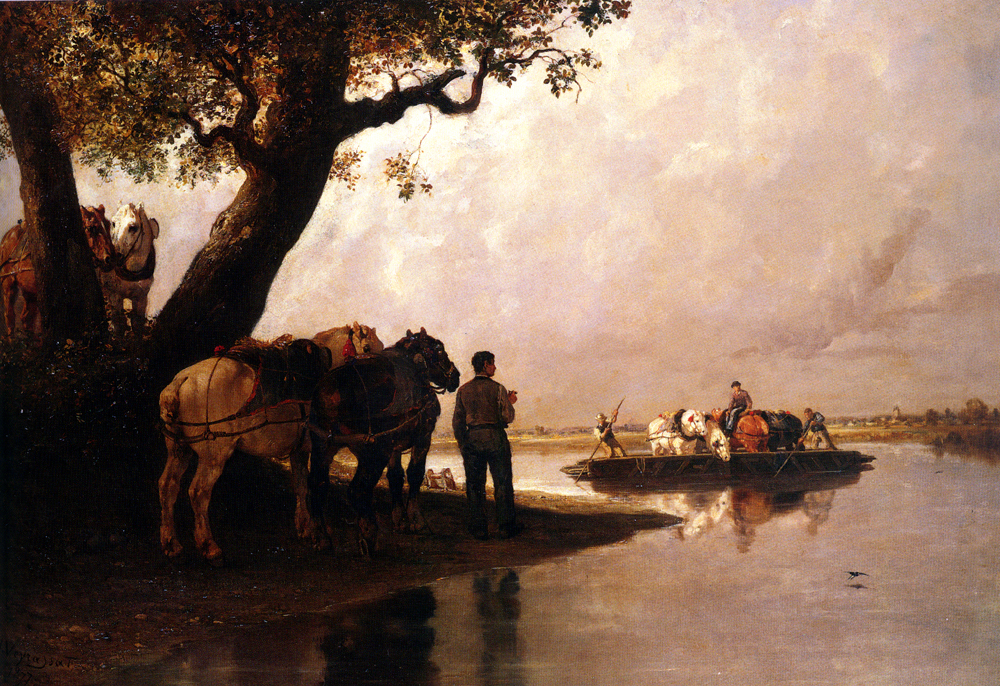
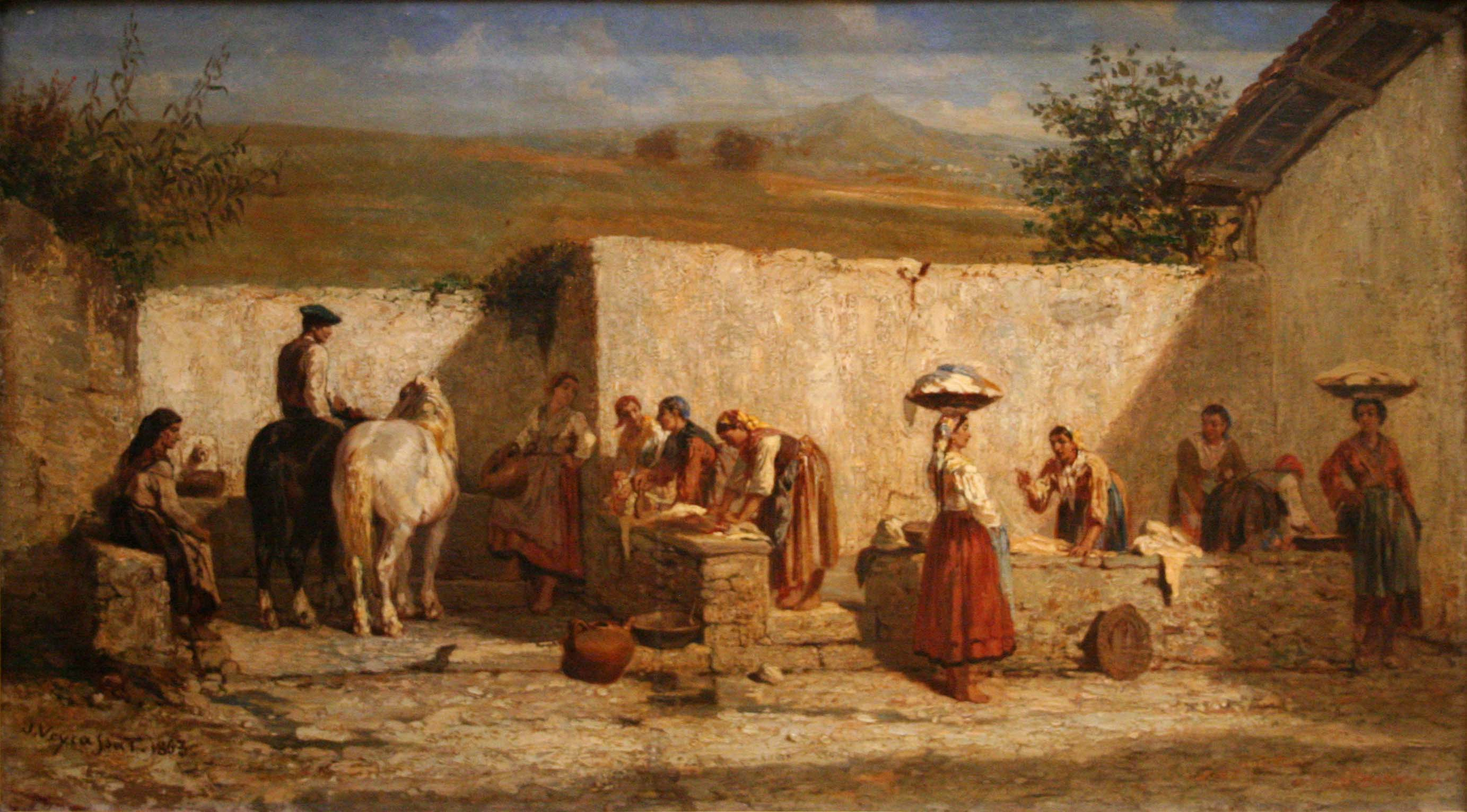